# Binta Drammeh
Binta Drammeh (Skäggetorp, 21 de mayo de 1992) es una jugadora sueca de baloncesto profesional, que jugó en Liga Femenina en el club Araski AES de la Liga Femenina española, en la segunda vuelta de la temporada 2018/2019.

## Biografía
Binta Mommy Daisy Drammeh nació en Skäggetorpj, Linköping, Estocolmo (Suecia) en 1992. Es internacional por su país desde 2008, a donde fue a competir en el Campeonato Europeo para 16 años y menos. Al año siguiente, en 2009 volvió a competir en el Campeonato de Europa para 18 años y menos, y sigue compitiendo con Suecia en categoría Absoluta.

### Trayectoria deportiva
Comenzó a jugar al Baloncesto en Telge, destacando ya en la temporada 2009/2010 al promediar 15.6 puntos y 9.4 rebotes por partido en Liga Sueca, siendo todavía junior.
Tras promediar 9.5 puntos y 5.5 rebotes por partido en la temporada 2010/11, destacó en la temporada 2011/2012 con un promedio de 16.7 puntos y 9.4 rebotes por partido en Liga sueca,  y 14.5 puntos y 8.5 rebotes por partido en la Eurocup. Llegada la temporada 2012/2013, Binta Drammeh salió a jugar fuera de Suecia firmando en Francia con el equipo Mondeville, y disputando la Euroliga. En enero de 2013 firmó en Alemania con el Bamberg,  y promedió 16.4 puntos y 7.1 rebotes por partido.
En la temporada 2013/2014 jugó en las filas del Dynamo Novosibirsk, en Rusia, y promedió 11.6 puntos y 4 rebotes por partido en Liga, y 16.3 puntos, 6.2 rebotes y +15.8 valoración por partido en la Eurocup. Marchó para Turquía en la temporada 2014/2015, jugando para el equipo Hatay, y  promedió 6.6 rebotes y 2.4 rebotes en 20 minutos por partido. En la temporada 2015/2016, jugó en Hungría con PINKK Pecs y destacó con 18.9 puntos, 8.2 rebotes y +20 valoración por partido en la Liga Húngara, y 20 puntos y 6.4 rebotes por partido en la Eurocup.
Después fiirmó con Sopron en la temporada 2016/2017 y promedió 9.3 puntos, 4.6 rebotes y +10.9 valoración por partido en Liga Húngara, y 8.3 puntos y 5.8 rebotes por partido en la Euroliga. En la temporada 2017/2018 firmó en Italia con Lucca y consiguió 13.2 puntos y 5.5 rebotes por partido. Además, fue finalista de Copa y Supercopa italianas.

## Clubes

### Nacionales
- En 2008 y hasta 2012 jugò en el equipo Telge, en Suecia.

### Internacionales
- 2012 USO Mondeville francés unos meses.[2]
- 2012-2013 Bamberg, en Alemania.

- 2013 Dynamo Novossibirsk, en Rusia.
- 2014-2015 Hatay de Turquía.
- 2015-2016 PINKK Pecsi en Hungría.
- 2016-2017 Sopron de Hungría.
- 2017-2018 Lucca (Italia), siendo finalista en la Copa y Supercopa.[3]
- 2019 Araski AES para la segunda vuelta.[4]

2021-2022 Spar Girona, en España.

## Clubs
| Temporada | Equipo              | País     |
| 2008-2012 | Telge Basket        | Suecia   |
| 2012-2012 | USO Mondeville      | Francia  |
| 2013-2013 | Bamberg             | Alemania |
| 2013-2014 | Dynamo Novossibirsk | Rusia    |
| 2014-2015 | Hatay Belediye      | Turquía  |
| 2015/2016 | Pinkk Pecsi         | Hungría  |
| 2016/2017 | Sopron              | Hungría  |
| 2017/2018 | Lucca               | Italia   |
| 2018/2019 | Araski AES          | España   |

## Selección nacional
Ha participado con todas las selecciones suecas de formación, ganando la Medalla de Bronce en el Campeonato de Europa U18 de 2009, la Medalla de Oro en el Campeonato de Europa U20B de 2011 (con un promedio de 11.3 puntos y 5.6 rebotes por partido. Además, es una jugadora habitual de la Selección Sueca Absoluta. Es una fija en la Selección Femenina Absoluta de Suecia.

### Palmarés
| Título                         | Equipo                                     | País   | Año  |
| ------------------------------ | ------------------------------------------ | ------ | ---- |
| Bronce Campeonato Europeo U18B | Selección femenina de baloncesto de Suecia | Suecia | 2009 |
| Oro Campeonato Europeo U20B    | Selección femenina de baloncesto de Suecia | Suecia | 2011 |